# Glamorgan County Cricket Club
Der Glamorgan County Cricket Club repräsentiert als einzige walisische Mannschaft die traditionelle Grafschaft Glamorgan in den nationalen Meisterschaften im englischen Cricket.

## Geschichte

### Beginn und Minor Championships
Der County Cricket Club wurde am 6. Juli 1888 im Angel Hotel in Cardiff gegründet. Zunächst hatte die Mannschaft nur geringen Erfolg, was sich durch das Eintreten von Jack Brain als Kapitän und Sekretär des Clubs ändern sollte. Er war Besitzer der Old Brewery in Cardiff und brachte so wirtschaftlichen Sachverstand ein. So konnte 1895 mit Billy Bancroft der erste Vollzeitprofi verpflichtet werden und ab 1897 nahm das County an der Minor Counties Cricket Championship teil. 1900 konnten sie erstmals die dortige Meisterschaft gewinnen, die sie sich jedoch mit Durham und Northamptonshire teilen mussten. Spieler wie Norman Riches und Tom Whittington führten das Team zu drei Vize-Meisterschaften und so begannen die Diskussionen ob Glamorgen First-Class-Status erhalten sollte. Mit Eintritt des Ersten Weltkrieges verloren mehrere Spieler des Clubs ihr Leben unter anderem Archer Windsor-Clive, der Sohn des Earl of Plymouth und Präsident des Clubs. Ab 1920 spielten sie wieder in der Minor County Championship und im Folgejahr wurde ihnen First-Class-Status verliehen.

### Aufstieg zum First Class Team

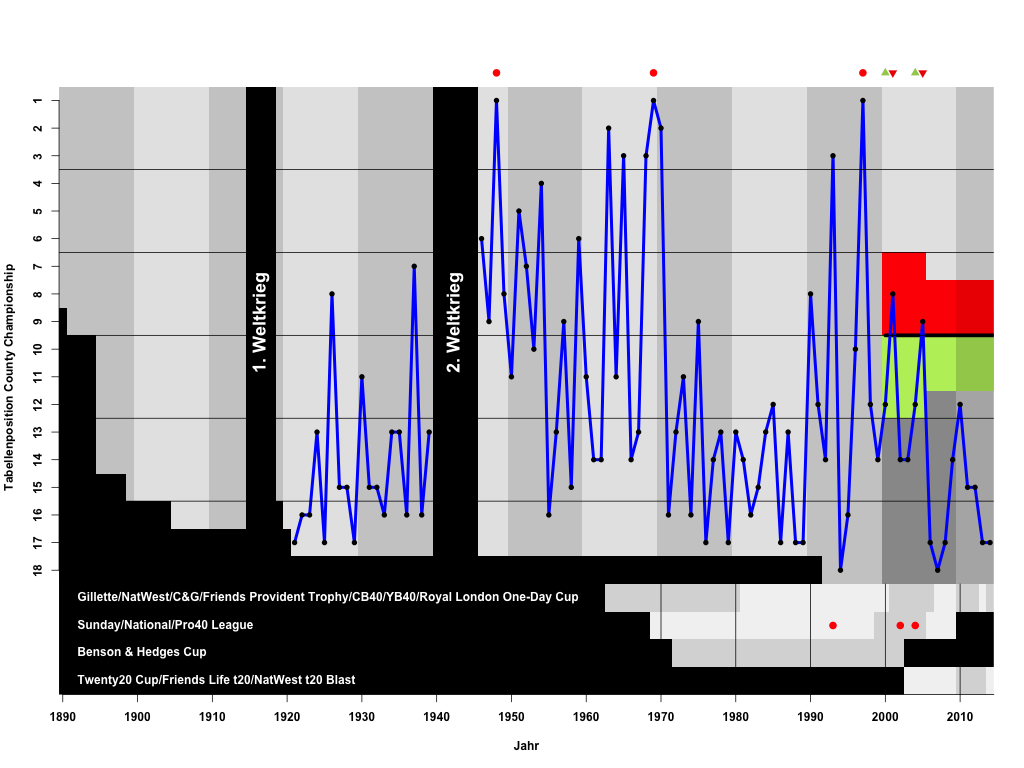
Performance des Glamorgan County Cricket Club im First Class, One-Day und T20 Cricket in den nationalen englischen Wettbewerben.

Ihr erstes First-Class-Spiel bestritten Glamorgan am 18. Mai 1921 gegen Sussex und konnten es mit 23 Runs gewinnen. Jedoch tat sich die Mannschaft im ersten Jahrzehnt schwer. Dreimal, 1921, 1925 und 1929 platzierten sie sich auf dem letzten Tabellenplatz. Schlechte Ergebnisse bedeutete, dass sie weniger Einnahmen hatten und so keine guten professionellen Spieler bezahlen konnten, was wiederum bedeutete, dass sie schlechte Ergebnisse ablieferten. Dies führte zu weiteren finanziellen Problemen und 1931 mussten aus Kostengründen die verbliebenen professionellen Spieler entlassen werden. Es stand zur Diskussion ob der First-Class-Status beibehalten werden sollte, aber man einigte sich darauf zu versuchen diesen zu behalten. Spin-Bowler Johnnie Clay und Batsman Maurice Turnbull waren es, die den Club mit auf und mit ihren Geschäftskontakten neben dem Platz retteten. Ein Mittel dazu war es die walisische Identität zu betonen, und einzelne Spiele über Südwales verteilt auszutragen. So fanden spiele in Neath, Cowbridge, Llanelli und Newport statt. 1934 fusionierte man mit Monmouthshire und konnte so eine Aufstiegsmöglichkeit für jüngere Spieler schaffen, indem sie eine zweite Mannschaft in der Minors Championship platzierten. 1937 platzierten sie sich auf dem siebten Tabellenrang und wirtschaftlich war der Club wieder handlungsfähig. Während des Zweiten Weltkrieges verlor Turnbull sein Leben, aber mit dem neuen Kapitän Wilf Wooller konnte der Aufstieg fortgesetzt werden. Dies führte dazu, dass 1948 die County Championship gewonnen werden konnte. Danach befand sich die Mannschaft im Umbruch, neue Spieler wurden integriert und ältere traten zurück. Zumeist platzierte man sich im Mittelfeld, hatte während der 1950er Jahre dennoch einen deutlichen Abwärtstrend zu verzeichnen. Spieler wie Alan Jones und Don Shepherd waren unter den neuen und so ging es ab dem Tiefpunkt 1955 mit dem vorletzten Platz wieder bergauf. 1963 erzielte man einen zweiten Platz und zwei Jahre später einen dritten. Nach einem weiteren dritten Platz 1968 folgte unter Kapitän Tony Lewis 1969 der zweite Gewinn der Meisterschaft. In den 1970er Jahren folgte ein erneuter Umbruch im Team, aber dieses Mal fiel Glamorgen in die untere Tabellenhälfte. 1976 wurden sie Tabellenletzter und so wurde Alan Jones zum Kapitän befördert. In 1977 erreichten sie ihr erstes One-Day-Finale, als sie im Gilette Cup sich nur  Middlesex geschlagen geben mussten. In den 1980er Jahren versuchte man mit guten Überseespielern, wie dem indischen Allrounder Ravi Shastri, den west-indischen Bowlern Ezra Moseley und Winston Davis und dem pakistanischen Batsman Javed Miandad neue Erfolge zu erringen, was jedoch nicht gelang. Man verblieb im unteren Tabellendrittel in der County Championship und auch weitere Erfolge in den drei One-Day-Wettbewerben blieben aus.

### Neue Erfolge
Dies änderte sich erst 1993, als das in den 1980er Jahren etablierte heimische Talent sich auszahlte. Der ins Team gekommene west-inder Viv Richards führte das Team unter Hugh Morris mit seinen Schlagfähigkeiten zum Gewinn der AXA Equity & Law League 1993. Auch in der County Championship sollte es erfolge geben. 1993 erzielte man einen dritten Platz, nur um  ein Jahr später als Tabellenletzter abgestürzt zu sein. Dies ließ das Team aber nicht aufgeben und 1997 gewannen sie die Meisterschaft zum dritten Mal. Unter Kapitän Matthew Maynard hatte der Pakistaner Waqar Younis einen wichtigen Anteil an diesem Erfolg. Im gleichen Jahr scheiterte man nur knapp im Halbfinale in der NatWest Trophy gegen Essex. 2000 stand man wieder in einem Finale, verlor jedoch im Benson & Hedges Cup gegen Gloucestershire. Im gleichen Jahr stieg man auch in die erste Division der nun zweigeteilten County Championship auf. 2001 stieg man sogleich wieder ab, aber 2002 hohlte die Mannschaft unter Steve James die Norwich Union League. 2004 erfolgte der erneute Aufstieg in der County Championship und die totesport League konnte im gleichen Jahr für sich entschieden werden. 2005 erfolgte ein erneuter Abstieg. In den Folgejahren wurde das Sophia-Gardens-Stadion zum Test-Stadion ausgebaut und 2009 dort der erste Test ausgetragen. Unter Kapitän Mark Wallace wurde das Finale der Yorkshire Bank 40 2013 erreicht, man verlor dort jedoch mit 87 Runs gegen Nottinghamshire. Derzeit befindet sich der Club wieder in einem Umbruch.

## Stadion
Das Heimstadion des Clubs ist das Sophia Gardens in Cardiff. Des Weiteren werden heute der St Helen’s Rugby and Cricket Ground in Swansea und die Penrhyn Avenue in Colwyn Bay genutzt.

## Erfolge

### County Cricket
Gewinn der County Championship (3): 1948, 1969, 1997

### One-Day Cricket
Gilette/NatWest/C&G Trophy/FP Trophy (1963–2009) (0): –
Sunday/National/Pro40 League (1969–2009) (3): 1993, 2002, 2004
Benson & Hedges Cup (1972–2002) (0): –
ECB 40/Clydesdale Bank/Yorkshire Bank 40 (2010–2013) (0): –
Royal London One-Day Cup (2014-heute) (0): –

### Twenty20
Twenty20 Cup/Friends Life t20/NatWest t20 Blast (0): –

## Statistiken

### Runs
Die meisten Runs im First-Class Cricket wurden von den folgenden Spielern erzielt:
| Spieler           | Spielzeiten | Runs   |
| ----------------- | ----------- | ------ |
| Alan Jones        | 1957–1983   | 34.056 |
| Emrys Davies      | 1924–1954   | 26.102 |
| Matthew Maynard   | 1985–2005   | 22.764 |
| Gilbert Parkhouse | 1948–1964   | 22.619 |
| Hugh Morries      | 1981–1997   | 18.520 |

### Wickets
Die meisten Wickets im First-Class Cricket wurden von den folgenden Spielern erzielt:
| Spieler      | Spielzeiten | Runs  |
| ------------ | ----------- | ----- |
| Don Shepherd | 1950–1972   | 2.174 |
| Jack Mercer  | 1922–1939   | 1.460 |
| Johnnie Clay | 1921–1949   | 1.292 |
| Robert Croft | 1989–2012   | 1.055 |
| Malcolm Nash | 1967–1983   | 991   |